# Casa Antoni Roger
La Casa Antoni Roger ou Casa Antoni Roger Vidal est un immeuble d'habitation de Barcelone. Il a été commandé par Antoni Roger i Vidal à Enric Sagnier, en 1888, étant une de ses premières œuvres. Actuellement il est le siège de l'École d'Administration Publique de Catalogne et de l'Institut Européen de la Méditerranée.

## Histoire et description
La Maison Antoni Roger est un bâtiment de grandes dimensions, très représentatif, faisant partie de l'ensemble de maisons que la haute bourgeoisie barcelonaise se faisait bâtir dans le quartier Dreta de l'Eixample. Sagnier a incorporé de façon un peu incohérente des éléments de diverses provenances stylistiques, spécialement d'origine classique et médiévale. C'est une œuvre protégée comme Bien Culturel d'Intérêt Local,. Le médecin, scientifique et homme politique August Pi i Sunyer a également vécu dans le bâtiment, comme le rappelle une plaque placée sur la façade en 2007.

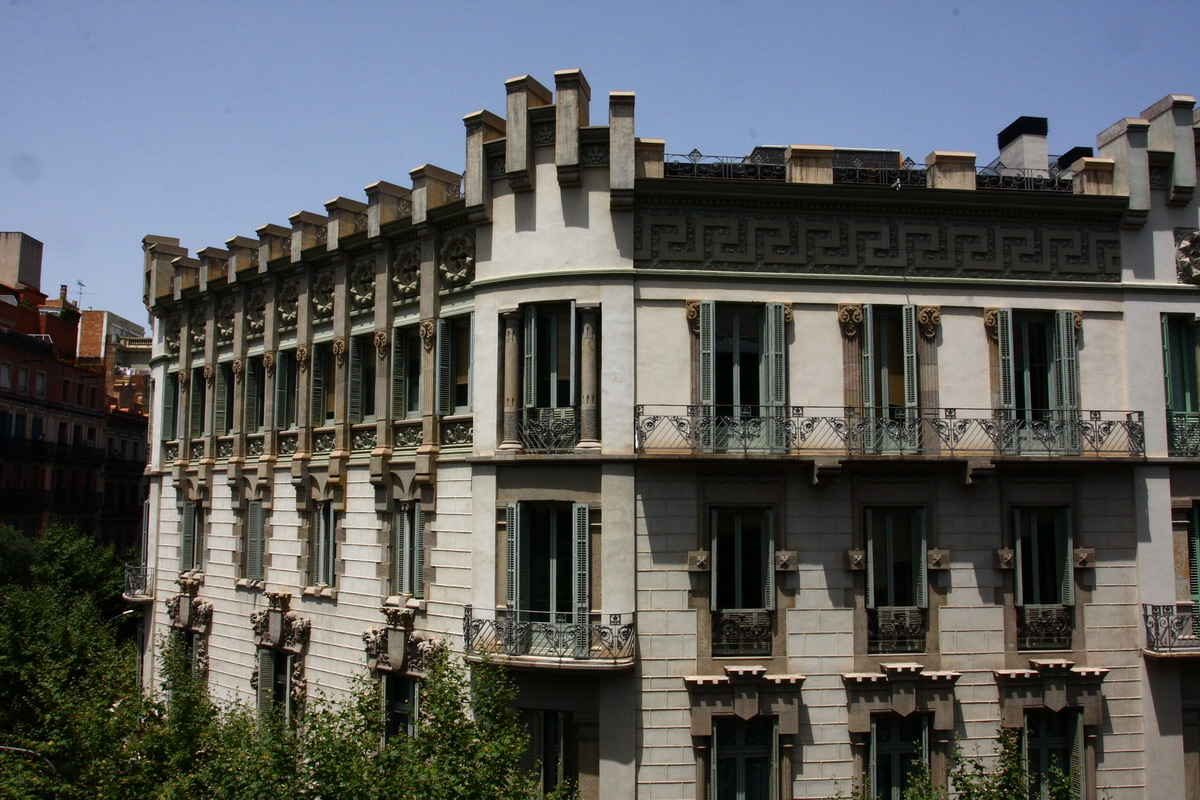
Détail des façades

Actuellement le bâtiment est le siège de l'École d'Administration Publique de Catalogne (Generalitat de Catalunya) qui l'occupe depuis 2000. Chaque niveau a été adapté aux besoins du centre. Ainsi, au rez-de-chaussée se localise le registre, la bibliothèque et la salle de comptes-rendus. À l'étage noble plusieurs salles de classe et deux espaces connus comme la "Salle Bleue" et la "Salle du Conseil". Dans les étages supérieurs se trouvent des salles de cours et la cafétéria.